# Amperex tecnología limitada
Amperex tecnología limitada (ATL) es una empresa de fabricación de baterías, fundada en 1999 por Robin Zeng. La empresa se especializa en la investigación, desarrollo y fabricación de baterías recargables de iones de litio y de polímero de iones de litio. ATL se destaca por suministrar baterías utilizadas en dispositivos móviles, incluidos teléfonos inteligentes, computadoras portátiles y cámaras digitales, y suministra sus productos a empresas de tecnología, como Apple y Samsung.
ATL tiene su sede en Hong Kong e instalaciones de producción en Dongguan y Ningde, China, así como en Haryana, India.

## Historia
Zeng Yuqun, más conocido como Robin Zeng, fundó ATL en 1999.   Zeng, que opera desde la sede de la empresa en Hong Kong, adquirió licencias de tecnología de empresas estadounidenses para fabricar baterías para portátiles y reproductores de MP3.
Dos años después de su creación, ATL pudo producir baterías para 1 millón de dispositivos. A raíz de este éxito, TDK adquirió la empresa en 2005. Zeng continuó dirigiendo ATL después de la adquisición junto con Huang Shilin.  La adquisición de TDK hizo que ATL ampliara su producción al mercado de teléfonos inteligentes, convirtiéndose en un proveedor clave de baterías para destacadas empresas de tecnología como Samsung y Apple.
En 2006, ATL comenzó a explorar el mercado de baterías para vehículos eléctricos (EV), y la primera consulta provino de la empresa automovilística india Reva. Dadas las diferencias fundamentales entre las baterías utilizadas en los vehículos eléctricos y las de los dispositivos portátiles, los fundadores de ATL, Zeng y Huang, establecieron un departamento de investigación dedicado al desarrollo de baterías para vehículos eléctricos.
En 2008, algunas de las primeras baterías para vehículos eléctricos de ATL se utilizaron en una flota de demostración de autobuses eléctricos durante los Juegos Olímpicos de Beijing. Esto marcó la primera incursión de la empresa en el mercado de los vehículos eléctricos.  En 2011, Zeng y Huang separaron el negocio de baterías para vehículos eléctricos de ATL en una nueva empresa, Contemporáneo Amperex tecnología Co. limitada (CATL).
ATL continuó su trayectoria de crecimiento y, en el primer trimestre de 2020, obtuvo la mayor participación en los ingresos (36,5%) en el mercado de baterías para teléfonos inteligentes.  Más tarde, en 2020, la empresa amplió sus operaciones a la India al adquirir 180 acres de terreno industrial en Haryana, con el objetivo de suministrar baterías a las industrias de teléfonos inteligentes y vehículos eléctricos del país.
En 2023, ATL formó asociaciones estratégicas con Grupo 14 tecnologías y AM Baterías. La asociación con Grupo 14 tecnologías tenía como objetivo integrar tecnología avanzada de baterías de silicio para mejorar el rendimiento de la batería de ATL,  mientras que la colaboración con AM Baterías se centró en desarrollar tecnología de fabricación de electrodos sin disolventes, abordando las preocupaciones medioambientales en la industria de producción de baterías de iones de litio.